# Cầu Thống Nhất (Thành phố Hòa Bình)
Cầu Thống Nhất (tên cũ hay tên thường gọi là Cầu Hòa Bình 3) là một cây cầu bắc qua sông Đà tại thành phố Hòa Bình, tỉnh Hòa Bình, Việt Nam.
Cầu nằm ở trung tâm thành phố Hòa Bình, nối liền phường Thịnh Lang (phía tả ngạn) và phường Trung Minh (phía hữu ngạn).
Cầu Thống Nhất được xây dựng bằng bê tông cốt thép dự ứng lực vĩnh cửu với chiều dài 535,4 m, chiều rộng là 16 m, gồm 4 làn xe.
Tổng mức đầu tư của dự án 434,55 tỷ đồng; trong đó, vốn vay Ngân hàng Thế giới 404,25 tỷ đồng, vốn đối ứng 30,3 tỷ đồng. Công trình được khởi công vào tháng 11 năm 2016 và thông xe kỹ thuật vào ngày 17 tháng 1 năm 2020.